# Torun

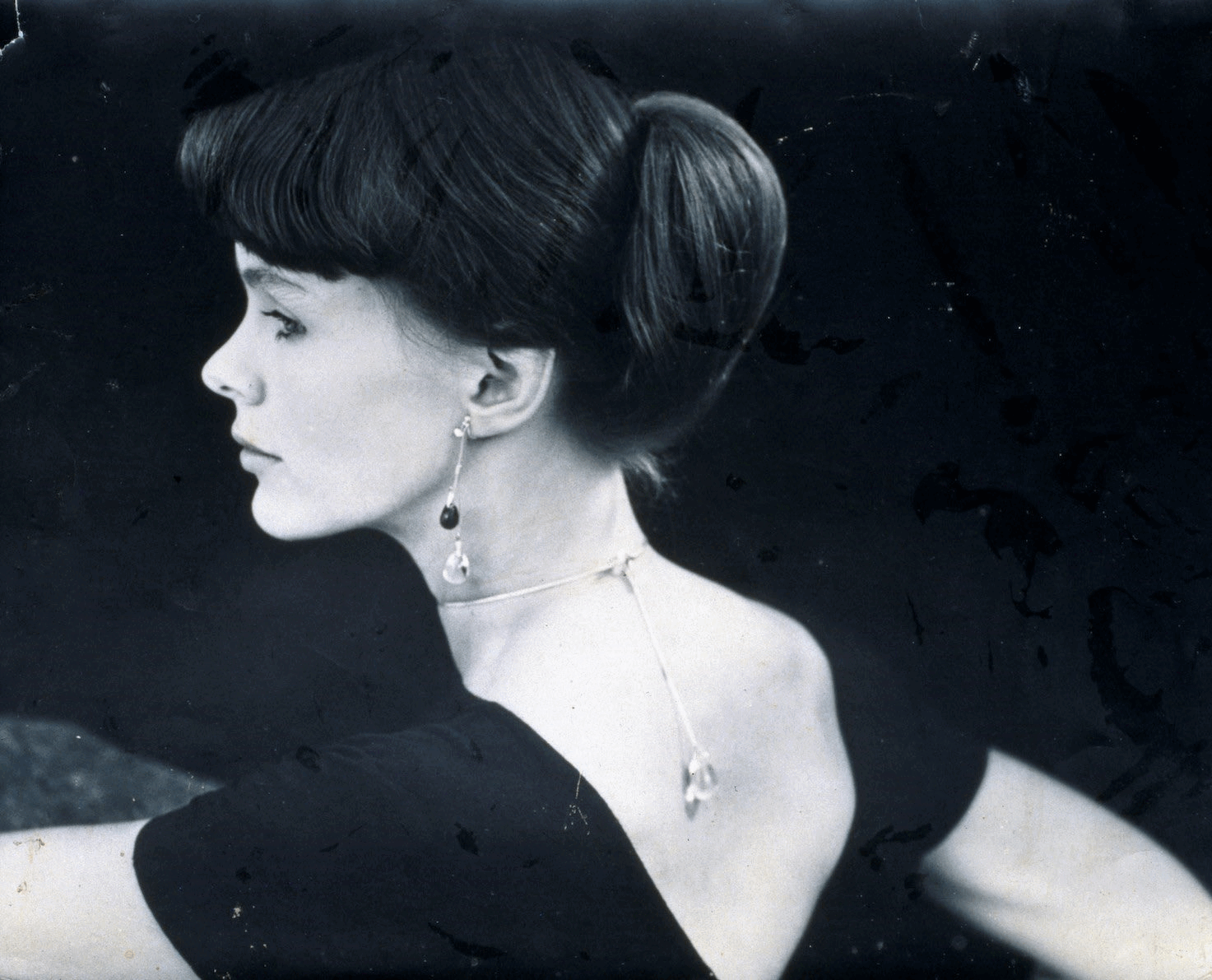
Torun Bülow-Hübe, 1959.

Torun är ett gammalt nordiskt kvinnonamn som förekommer på runstenar. Första delen av namnet hänsyftar på Tor, en asagud enligt nordisk mytologi. Den andra delen består av namnelementet -unn vilket anses vara bildat av verbet "unna" i betydelsen "älska".
Namnet är mycket ovanligt, och endast några enstaka flickor i varje årskull får namnet som tilltalsnamn. 31 december 2005 fanns det totalt 340 personer i Sverige med namnet Torun varav 213 med det som tilltalsnamn. År 2003 fick 11 flickor namnet, varav 6 fick det som tilltalsnamn.
Namnsdag: 23 februari, tillsammans med Torsten.

## Personer vid namn Torun
- Torun Bülow-Hübe - silversmed, designer och formgivare vid Georg Jensen
- Torun Lian - norsk författare och filmregissör
- Torun Munthe - svensk konstnär